# Escuela n.º 1 de Junín

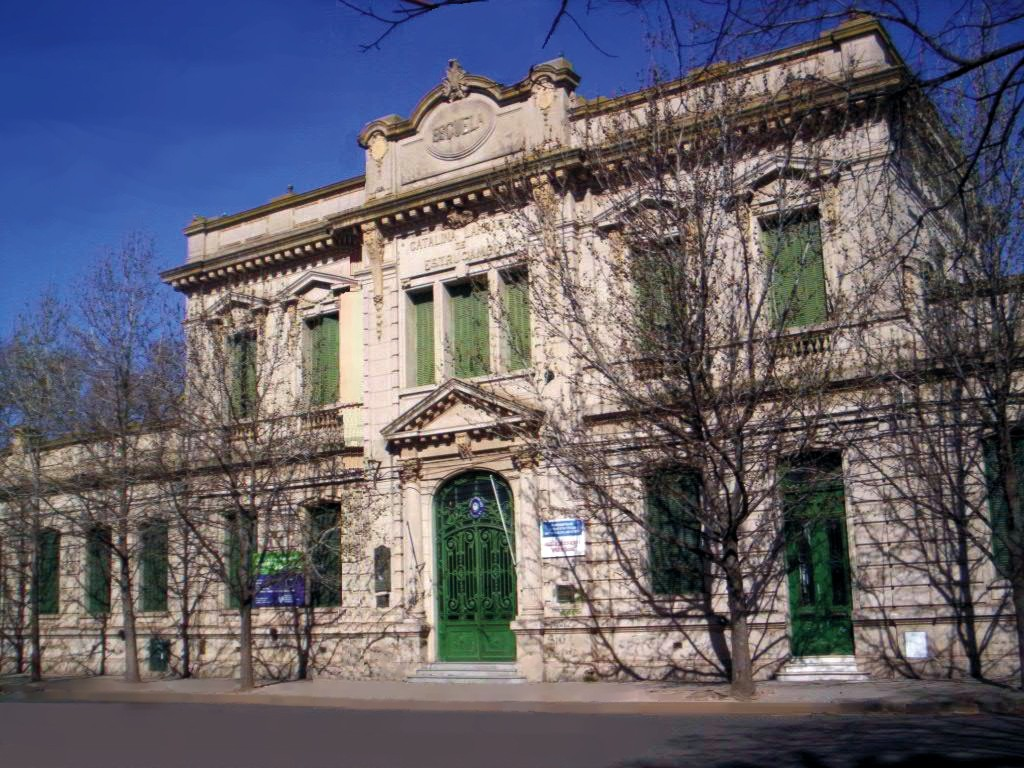
Escuela N° 1 "Catalina Larrart de Estrugamou", en Junín.

La Escuela N° 1 "Catalina Larrart de Estrugamou" es un establecimiento educativo de la ciudad de Junín, Argentina. Fue la escuela a la cual asistió Eva Duarte.

## Historia
El Fuerte Federación, fundado el 27 de diciembre de 1827 y que fuera el origen de la ciudad de Junín, tuvo su escuela ubicada en el mismo lugar. En aquellos tiempos estaba frente a la Plaza de Armas, que se transformaría en la actual Plaza 25 de Mayo.
El edificio actual de la escuela fue inaugurado el 6 de abril de 1915. Fue donado por Alejandro Estrugamou y lleva el nombre de su madre. Como muchas obras arquitectónicas de la época, su estilo es ecléctico.
En 1930 ingresa al tercer grado de la escuela la niña María Eva Duarte, de 10 años de edad. Egresó con su educación primaria completa en 1934, cuando tenía 15 años. Una década después llegaría a ser una de las mujeres más importantes y controvertidas del siglo XX.
El edificio de la escuela N° 1 fue declarado de interés municipal por el Gobierno Local de Junín. Una placa recuerda la frase que Evita utilizó cuando estuvo en lo más alto del poder político: "Los únicos privilegiados son los niños"'.

## Ubicación
La escuela se encuentra en la calle Rector Álvarez Rodríguez 27, frente a la Plaza 25 de Mayo, en pleno centro comercial de Junín.